# Patricia Avery
Pour les articles homonymes, voir Avery.
Patricia Avery (née Elizabeth Anderson Avery  le 12 novembre 1902 à Boston et morte le 21 août 1973 à La Crescenta-Montrose) est une actrice américaine du cinéma muet.

## Biographie
Elle eut son premier rôle en 1927 dans Le Signal de feu, aux côtés de Lillian Gish. Cette année-là, elle obtint aussi des rôles dans deux autres films (A Light in the Window et Night Life (en)), ce qui lui valut d'être sélectionnée pour être l'une des 13 WAMPAS Baby Stars en même temps que Barbara Kent, Helene Costello et Martha Sleeper.
Ce qui ressemblait au début d'une carrière prometteuse n'en était en fait que le sommet, car elle ne joua ensuite que dans un film, Alex the Great, avant de se marier en 1959 avec Merrill Pye (en), qui obtiendra en 1960 une nomination aux Oscars pour son travail dans La Mort aux trousses.

## Filmographie
- 1928 : Un certain jeune homme (A Certain Young Man) de Hobart Henley